# كيد ويليامز
كيد ويليامز (بالدنماركية: Kid Williams)‏ مواليد 05 ديسمبر 1893 في كوبنهاغن - الوفاة 18 أكتوبر 1963، كان ملاكم محترف دانمركي صنّف ضمن فئة وزن الديك. دخل قاعة مشاهير الملاكمة الدولية.

## إحصائيات
خاض خلال مسيرته 210 نزالا، فاز في 156 وتعادل في 16 وخسر في 26. فاز بالضربة القاضية في 57 نزالا.

## روابط خارجية
- كيد ويليامز على موقع بوكس ريك (الإنجليزية) (registration required)